# 奧斯陸證券交易所
奧斯陸證券交易所（挪威語：Oslo Børs），是挪威國內的主要证券交易市場。在奧斯陸證券交易所內上市的大部份為挪威國內的公司，同時亦有很多國際公司如石油，航運等在此上市。
2019年6月1日泛歐交易所成功以68億挪威克朗（7.79億美元）收購奧斯陸證券交易所

## 主要指數
OBX 指數是奧斯陸證券交易所的主要指數，包括了25個最具代表性的公司企業。

## 外部連結
- OBX Index page at Oslo Børs website*Corporate website（页面存档备份，存于）